# Cronologia das Testemunhas de Jeová
A palavra portuguesa cronologia é uma derivação do termo grego khronología (de khrónos, tempo, e légo, dizer ou contar), isto é, "o cálculo do tempo". A cronologia torna possível situar os eventos na sua sequência ou associação ordeira, e atribuir datas corretas a eventos específicos. As Testemunhas de Jeová sempre se interessaram pela cronologia dos eventos históricos relatados na Bíblia, especialmente quando tal estudo lhes fornece mais pistas sobre o cumprimento das ansiadas profecias do fim do sistema de coisas e da implantação do Reino de Deus na Terra.

## Datação das Eras
Para a contagem de períodos longos, usualmente recorre-se à fixação de determinadas "eras", usando um acontecimento notável como ponto inicial, a partir do qual medem períodos de muitos anos. Assim, nas nações influenciadas pela cultura do cristianismo, quando alguém refere por exemplo a o dia 8 de Setembro de 2006, está a referir-se ao oitavo dia do nono mês do ano dois mil e seis, contado a partir do que alguns creem ter sido o ano do nascimento de Jesus. 
Não há um consenso exato entre os historiadores com relação ao dia e ano do nascimento de Jesus. Veja Anno Domini#Sobre a data do nascimento de Jesus. Alguns historiadores acreditam que o ano do seu nascimento é entre 6 a 4 a.C/AEC (antes de Cristo, ou antes da Era Comum), em vez do ano 1 d.C/EC (depois de Cristo, Era Comum). Segundo a cronologia usada pelas Testemunhas de Jeová, Jesus Cristo nasceu no outono do ano 2 AEC. O cálculo é feito baseando-se em Lucas 3:23 que diz que Jesus tinha 30 anos de idade quando iniciou seu ministério e em João 19:14-16 que diz que Jesus morreu durante a Páscoa judaica. Além disso as escrituras também mencionam as Páscoas ou "festividades do judeus" que houve entre o início do ministério de Jesus com 30 anos de idade, até o ano ele que ele morreu. Assim, pode ser feita uma contagem regressiva até o ano do seu nascimento. Portanto, em vez de usar o termo a.C (antes de Cristo), utiliza-se o termo AEC (antes da Era Comum) um termo neutro, a fim de evitar uma falha no entendimento do ano exato em que Jesus nasceu.

## Datas fundamentais
Para as Testemunhas de Jeová, uma data fundamental é uma ano calendar na história que tem base de aceitação nos meios seculares, académicos e históricos, e corresponde a um evento específico relatado na Bíblia. Para elas, essas datas na corrente do tempo têm um significado especial porque servem de ponto de partida para a contagem de períodos que consideram importantes. Uma vez estabelecida esta data fundamental, os cálculos para frente ou para trás a partir dessa data são feitos com base nos relatos da própria Bíblia, que as Testemunhas consideram totalmente fidedigna, como a declarada duração da vida de pessoas ou a dos reinados dos reis. Assim, partindo de um ponto fixo, usam a cronologia interna da própria Bíblia para datar muitos dos relatados eventos bíblicos.

### Data fundamental para as Escrituras Hebraicas
Para a cronologia das Escrituras Hebraicas, popularmente conhecidas como Velho Testamento, um evento destacado relatado tanto na Bíblia como na História é a conquista da cidade de Babilónia pelos medos e persas sob o comando de Ciro II. Diversas fontes históricas (incluindo Deodoro, Africano, Eusébio, Ptolomeu e as tabuinhas babilônicas) confirmam 539 AEC como o ano da queda de Babilónia diante de Ciro. A Crónica de Nabonido refere o mês e o dia da queda da cidade, sem mencionar o ano. Os historiadores estabeleceram a data da queda de Babilónia em 11 de Outubro de 539 AEC, segundo o calendário juliano, ou 5 de Outubro no calendário gregoriano.
Após a conquista e durante o seu primeiro ano de domínio sobre a vencida Babilónia, Ciro emitiu o seu famoso decreto que autorizava os judeus a retornar a Jerusalém. Em vista do relato da Bíblia, o decreto foi promulgado provavelmente em fins de 538 AEC ou perto da primavera de 537 AEC. Isto daria ampla oportunidade para os judeus se restabelecerem na sua terra e ir a Jerusalém para restaurar a adoração de Jeová no "sétimo mês", tisri no calendário judaico, ou por volta de 1 de Outubro de 537 AEC (Esdras 1:1-4; 3:1-6).

#### 539 AEC
Os historiadores sustentam que Babilónia caiu diante do exército de Ciro em Outubro de 539 AEC. O rei era então Nabonido, mas, segundo mencionado na Bíblia, o seu filho Belsazar era co-regente do império. Alguns eruditos elaboraram uma lista de reis neobabilónicos e da duração de seus reinados, remontando desde o último ano de Nabonido até ao pai de Nabucodonosor II, Nabopolassar.vitina
De acordo com essa cronologia neobabilónica, o príncipe herdeiro, Nabucodonosor, derrotou os egípcios na batalha de Carquemis, em 605 AEC. Depois de Nabopolassar falecer, Nabucodonosor voltou a Babilônia para ascender ao trono. Seu primeiro ano de reinado iniciou-se na primavera seguinte, do ano 604 AEC.
A Bíblia relata que os babilónios sob o comando de Nabucodonosor destruíram Jerusalém no seu décimo oitavo ano de reinado (décimo nono quando se inclui o ano de ascensão). Assim, caso se aceite esta cronologia neobabilônica, então a conquista de Jerusalém ocorreu no ano 587 a 586 AEC.
Algumas evidências principais desta cronologia são:
- O Cânon de Ptolomeu

Cláudio Ptolomeu era um astrónomo grego, que viveu no Século II EC. O seu Cânon, ou lista de reis, relacionava-se com uma obra sobre astronomia, produzida por ele. A maioria dos historiadores modernos aceita a informação de Ptolomeu sobre os reis neobabilónicos e a duração de seus reinados (embora Ptolomeu omita o reinado de Labasi-Marduque). Parece que Ptolomeu baseou a sua informação histórica em fontes que datavam do período selêucida, o qual começou mais de 250 anos depois de Ciro ter capturado Babilónia. Portanto, não surpreende que as cifras de Ptolomeu concordem com as de Beroso, sacerdote babilónico do período selêucida.
- Estela de Nabonido, de Harã

Esta estela ou coluna contemporânea com uma inscrição foi descoberta em 1956. Menciona os reinados dos reis neobabilónicos Nabucodonosor, Evil-Merodaque e Neriglissar. As cifras para estes três concordam com as do Cânon de Ptolomeu.
- VAT 4956

Trata-se duma tabuinha cuneiforme que fornece informações astronómicas datando até 568 AEC. Diz que as observações eram desde o trigésimo sétimo ano de Nabucodonosor. Isto corresponderia à cronologia que coloca o seu décimo oitavo ano de reinado em 587 a 586 AEC. Todavia, essa tabuinha é admitidamente uma cópia feita Século III AEC, de modo que é possível que sua informação histórica seja simplesmente a que era aceita no período selêucida.
- Tabuinhas comerciais:

Milhares de tabuinhas cuneiformes, neobabilónicas, contemporâneas, foram encontradas com simples registos de transacções comerciais, mencionando o ano do rei babilónico em que ocorreu a respectiva transacção. Tabuinhas desta espécie foram encontradas para todos os anos de reinado dos reis neobabilónicos conhecidos na cronologia aceita do período.
Do ponto de vista histórico secular, essas evidências parecem confirmar a cronologia neobabilónica que fixa o décimo oitavo ano de Nabucodonosor (e a destruição de Jerusalém) em 587 a 586 AEC. No entanto, segundo a perspectiva das Testemunhas, pode existir a possibilidade de que o actual quadro da história babilónica pode ser enganoso ou errado. Por exemplo, é bem reconhecido que muitos sacerdotes e reis do passado às vezes alteravam os registos para os seus próprios objectivos. Ou mesmo quando a evidência descoberta é exacta, ainda poderão ocorrer erros de interpretação pelos eruditos modernos ou esta estar incompleta. Também, já ocorreu várias vezes que novos achados arqueológicos alteraram drasticamente a cronologia de um determinado período.
Evidentemente por reconhecer tais fatos, o Professor Edward F. Campbell Jr. apresentou uma tabela que inclui cronologia neobabilónica, mas incluiu a ressalva:
"Nem se precisa dizer que estas listas são provisórias. Quanto mais se estuda a complexidade dos problemas cronológicos no antigo Oriente Próximo, tanto menos se está inclinado a pensar numa apresentação como sendo definitiva. Por este motivo, o termo circa [cerca de] poderia ser usado ainda mais liberalmente do que é." — The Bible and the Ancient Near East (edição 1965), pág. 281.
As Testemunhas de Jeová, que acreditam na Bíblia como sendo a Palavra inspirada de Deus, consideram que ela pode ser usada como medida na avaliação da história e dos conceitos seculares. Assim, colocam a autoridade dela acima das opiniões de historiadores seculares, que estão sujeitos a mudanças. Devido a isso, segundo a sua interpretação das escrituras, as Testemunhas datam a destruição de Jerusalém cerca de vinte anos mais cedo, ou seja, em 607 AEC.
Essa interpretação é essencialmente baseada nas palavras do profeta Jeremias que predisse que os babilónios destruiriam Jerusalém, e transformariam a cidade e o país numa desolação. (Jeremias 25:8, 9). Em seguida o profeta acrescentou:
- Jeremias 25:11

"E toda esta terra terá de tornar-se um lugar devastado, um assombro, e estas nações terão de servir ao Rei de Babilônia por setenta anos." (NM Tradução do Novo Mundo)
Segundo esta perspectiva, os 70 anos referidos na profecia expiraram quando Ciro, o Grande, no seu primeiro ano, libertou os judeus e estes voltaram à sua pátria. As Testemunhas de Jeová acreditam que a leitura mais directa de Jeremias 25:11 e de outros textos é que os 70 anos contam desde quando os babilónios destruíram Jerusalém e deixaram a terra de Judá desolada.
Os que se baseiam principalmente na informação secular quanto à cronologia daquele período reconhecem que se Jerusalém tivesse sido destruída em 587 ou 586 AEC, certamente não se teriam passado 70 anos até Babilónia ser conquistada e Ciro deixar os judeus voltar à sua pátria. Na tentativa de harmonizar estas questões, afirmam que a profecia de Jeremias começou a cumprir-se em 605 AEC. Escritores posteriores citam Beroso como dizendo que Nabucodonosor, após a batalha de Carquemis, estendeu a influência babilónica sobre toda a Síria e Palestina, e que, quando voltou a Babilónia (no seu ano de ascensão, em 605 AEC), levou cativos judaicos ao exílio. Assim calculam os 70 anos como período de servidão a Babilónia, começando em 605 AEC. Isto significaria que o período de 70 anos expiraria em 535 AEC.
No entanto, as Testemunhas contrapõem que esta interpretação apresenta vários problemas. Embora Beroso afirme que Nabucodonosor levou cativos judaicos no seu ano de ascensão, não há nenhum documento cuneiforme que confirme isso. O que é ainda mais significativo, Jeremias 52:28-30 relata cuidadosamente que Nabucodonosor levou cativos judaicos no seu sétimo ano, no seu décimo oitavo ano e no seu vigésimo terceiro ano, mas não no seu ano de ascensão. Também, o historiador judaico Josefo declara que, no ano da batalha de Carquemis, Nabucodonosor conquistou toda a Siria-Palestina, "excepto a Judéia" (Antiquities of the Jews X, vi, 1), contradizendo Beroso e entrando em conflito com a afirmação de que os 70 anos de servidão judaica começaram no ano de ascensão de Nabucodonosor.
Além disso, em outro lugar, Josefo descreve a destruição de Jerusalém pelos babilónios e escreve então que "toda a Judéia e Jerusalém, e o templo, continuaram a ser um deserto por setenta anos" (Antiquities of the Jews X, ix, 7). Declarou especificamente que "a nossa cidade ficou desolada durante o intervalo de setenta anos, até os dias de Ciro" (Against Apion I, 19).
O escritor Teófilo de Antioquia, do Século II EC, também mostra que os 70 anos começaram com a destruição do templo, após o reinado de onze anos de Zedequias.
Estas últimas perspectivas concordam com os seguintes versículos bíblicos:
- 2 Crónicas 36:21

"Além disso, ele levou cativos a Babilônia os que foram deixados pela espada, e eles vieram a ser servos dele e dos seus filhos até o começo do reinado da realeza da Pérsia; para se cumprir a palavra de Jeová pela boca de Jeremias, até que a terra tivesse saldado os seus sábados. Todos os dias em que jazia desolada, guardava o sábado, para cumprir setenta anos." (NM)
- Daniel 9:2

"No primeiro ano do seu reinado, eu, Daniel, compreendi pelos livros o número de anos a respeito dos quais viera a haver a palavra de Jeová para Jeremias, o profeta, para se cumprirem as devastações de Jerusalém, a saber, setenta anos." (NM)
As Testemunhas apresentam ainda argumentos adicionais, usando a própria Bíblia, contra a alegação de que os 70 anos começaram em 605 AEC e que Jerusalém foi destruída em 587 ou 586 AEC. Caso se contasse a partir de 605 AEC, os 70 anos chegariam a 535 AEC. Mas, o escritor bíblico Esdras relatou que os 70 anos se estenderam até o "primeiro ano de Ciro, Rei da Pérsia", tendo sido este monarca a emitir o decreto que permitiu aos judeus voltar à sua pátria. (Esdras 1:1-4; 2 Crónicas 36:21-23) Os historiadores aceitam que Ciro conquistou Babilónia em Outubro de 539 AEC e que o primeiro ano de reinado de Ciro começou na primavera (do hemisfério norte) de 538 AEC. Se o decreto de Ciro foi emitido mais para o final do primeiro ano de reinado, os judeus não teriam tido dificuldade em ter chegado à sua pátria por volta do "sétimo mês", tisri, conforme Esdras 3:1. Isto seria em Outubro de 537 AEC.
As Testemunhas referem que não há forma razoável de esticar o primeiro ano de Ciro de 538 até 535 AEC. Alguns tentaram eliminar o problema alegando que Esdras e Daniel, ao falarem do "primeiro ano de Ciro", estariam a usar algum conceito judaico peculiar, talvez diferente da contagem oficial do reinado de Ciro. Mas, para as Testemunhas isto não pode ser sustentado, porque tanto um governador não-judaico como um documento dos arquivos persas concordam em que o decreto foi emitido no primeiro ano de Ciro, tal como os escritores bíblicos o relatam (Esdras 5:6, 13; 6:1-3; Daniel 1:21; 9:1-3).
Argumentam que Daniel teria confiado que os 70 anos não fossem simplesmente um número redondo mas uma cifra exacta visto que, conforme referido em Daniel 9:1, 2, o escritor bíblico refere a seguinte profecia de Jeremias:
- Jeremias 29:10

"Assim disse Jeová: De acordo com o cumprimento de setenta anos em Babilônia, voltarei minha atenção para vós, e vou confirmar para convosco a minha boa palavra por trazer-vos de volta a este lugar." (NM)
Afirmando seguir a mesma confiança que atribuem a Daniel, as Testemunhas estão dispostas a aceitar antes as evidências contidas na Bíblia do que seguir uma cronologia que se baseia primariamente em opiniões de historiadores e que discorda das Escrituras. Para elas, o entendimento mais fácil e directo das diversas declarações bíblicas é que os 70 anos começaram com a desolação completa de Judá, depois de Jerusalém ter sido destruída. Assim, contando para trás 70 anos a partir de quando os judeus voltaram à sua pátria em 537 AEC, chegam a 607 AEC como a data em que Nabucodonosor, no seu décimo oitavo ano de reinado, destruiu Jerusalém, tirou Zedequias do trono e terminou com a linhagem de reis judeus no trono em Jerusalém terrestre.

##### Jeremias 29:10
No versículo bíblico acima referido, Jeremias declara:
- Jeremias 29:10

"Assim disse Jeová: De acordo com o cumprimento de setenta anos em Babilônia, voltarei minha atenção para vós, e vou confirmar para convosco a minha boa palavra por trazer-vos de volta a este lugar." (NM)
Alguns críticos mencionam que a Tradução do Novo Mundo das Escrituras Sagradas é a única tradução bíblica que verte a expressão "em Babilónia", ao invés de "para Babilónia", como alegam estar declarado no Texto Massorético. Por sua vez, as Testemunhas apresentam várias traduções para que se possa efectuar a necessária comparação:
- Bíblia de Jerusalém, nova edição revista e ampliada, de 2002

"Porque assim disse Iahweh: Quando se completarem, para Babilônia, setenta anos eu vos visitarei e realizarei a minha promessa de vos fazer retornar a este lugar."
- Almeida, - Versão Corrigida e Fiel

"Porque assim diz o Senhor: Certamente que passados setenta anos em Babilônia, vos visitarei, e cumprirei sobre vós a minha boa palavra, tornando a trazer-vos a este lugar."
- Almeida - Versão Revista e Atualizada

"Assim diz o SENHOR: Logo que se cumprirem para a Babilônia setenta anos, atentarei para vós outros e cumprirei para convosco a minha boa palavra, tornando a trazer-vos para este lugar."
- Almeida - Versão Revista e Corrigida, edição de 1967

"Porque, assim diz o Senhor: Certamente que passados setenta anos, em Babilónia, vos visitarei, e cumprirei sobre vós a minha boa palavra, tornando-vos a trazer a este lugar."
- Redação IntraText - edição pastoral da Editora São Paulo, edição de 1993

"Assim diz Javé: Quando se completarem setenta anos na Babilônia, eu olharei para vocês e cumprirei minhas promessas, trazendo-os de volta para este lugar."
- Bíblia Ave Maria,

"Eis o que diz o Senhor: Quando setenta anos tiverem decorrido para Babilônia, eu vos visitarei a fim de realizar a promessa que vos fiz de aqui vos reconduzir."
- Nova Tradução na Linguagem de Hoje,

"O SENHOR Deus diz ainda: Quando os setenta anos da Babilônia passarem, eu mostrarei que me interesso por vocês e cumprirei a minha promessa de trazê-los de volta à pátria."
- Bíblia Sagrada Missionários da Difusora Bíblica Franciscanos Capuchinhos, edição de 2002

"Isto diz o SENHOR: Quando se cumprirem os setenta anos na Babilónia, Eu vos visitarei, a fim de realizar a promessa que fiz de vos trazer de novo a este lugar."
- Padre António Pereira de Figueiredo, edição de 1900

"Porque isto diz o Senhor: Quando se começarem a cumprir os setenta annos em Babylonia, eu vos visitarei, e renovarei a minha palavra favoravel sobre vós para vos fazer voltar a este logar."
Parece assim claro que alguns tradutores tomaram a mesma opção que a Comissão da Tradução do Novo Mundo quanto a este versículo em particular.

### Data fundamental para as Escrituras Gregas
Pela perspectiva das Testemunhas, determina-se uma data fundamental para as Escrituras Gregas Cristãs usando o ano de sucessão do Imperador Augusto por Tibério.

#### 14 EC
Augusto morreu a 17 de agosto de 14 EC e Tibério foi nomeado imperador pelo Senado de Roma em 15 de setembro de 14 EC. As Testemunhas usam as declarações de Lucas para fixar os eventos nos Evangelhos:
- Lucas 3:1–3

"No décimo quinto ano do reinado de Tibério, quando Pôncio Pilatos era governador da Judeia e Herodes era governante distrital da Galileia, mas Filipe, seu irmão, era governante distrital do país da Itureia e de Traconítis, e Lisânias era governante distrital de Abilene, nos dias do principal sacerdote Anás e de Caifás, veio a declaração de Deus a João, filho de Zacarias, no ermo. Ele percorreu assim toda a região em volta do Jordão, pregando o batismo em símbolo de arrependimento para o perdão de pecados." (NM)
Segundo as palavras de Lucas, João Batista começou o seu ministério no décimo quinto ano do reinado de Tibério. Se os anos foram contados a partir da morte de Augusto, o décimo quinto ano estendeu-se de Agosto de 28 EC a agosto de 29 EC. Se foram contados a partir de quando Tibério foi nomeado imperador pelo Senado, o ano transcorreu a partir de setembro de 28 EC até Setembro de 29 EC. Logo após isso, Jesus, que era uns seis meses mais novo do que João, apresentou-se para ser batizado, quando "tinha cerca de trinta anos" (Lucas 3:2, Lucas 21:23; Lucas 1:34–38). Assim, segundo as Testemunhas de Jeová, Jesus foi batizado e começou o seu ministério por volta dos últimos meses de 29 EC. Visto que morreu na primavera, o seu ministério de três anos e meio deve ter começado perto do outono de 29 EC. Usando este raciocínio, Jesus teria nascido no outono de 2 AEC, visto que Lucas 3:23 mostra que Jesus tinha cerca de 30 anos quando começou o seu serviço.

### Sites oficiais das Testemunhas de Jeová
- (em português) - Site oficial das Testemunhas de Jeová
- (em português) - Tradução do Novo Mundo das Escrituras Sagradas Bíblia on-line

### Outras ligações de interesse
- (em português) - Triângulos Roxos - As vítimas esquecidas do Nazismo
- (em inglês) - Museu do Holocausto em Washington - Seção reservada às Testemunhas de Jeová